# Hory Elemér
Hory Elemér, születési nevén Hoffmann Elemér (Budapest, 1906. április 14. – Ibiza, 1976. december 11.) festőművész, hamisító.

## Élete
Hoffmann Adolf nagykereskedő és Tenner Irén fiaként született. Autodidaktaként kezdett festeni még Budapesten, aztán a Müncheni Képzőművészeti Akadémián tanult. Az 1920-as évek közepén Párizsba költözött, és Fernand Légernél képezte tovább magát.
Eleinte önálló felfogású és stílusú művészként igyekezett érvényesülni, ennek elősegítésére vette fel az Elmyr de Hory nevet. Bár az 1926-os párizsi Őszi Tárlaton kiállították egyik festményét, munkáira nem figyeltek fel, és megélhetési nehézségekkel küszködött. A kávéházi asztaltársaságokban számos ismert és sikeres képzőművésszel barátkozott össze – többek között Derainnal, Matisse-al, Picassóval –, és rövidesen kiderült, hogy Hory ördögi beleérző-képességgel és gyorsasággal képes mások műveit lemásolni, illetve stílusukat utánozni.
1947-ben New Yorkba költözött, és nagyjából innentől kezdve fő tevékenységévé a festményhamisítás vált. Nem műveket másolt, hanem ismert művészek modorában önálló alkotásokat hozott létre, és mivel a képeket soha nem szignózta, a hamisítást nem lehetett rábizonyítani. 1946 és 1967 között egyes becslések szerint közel ezer, mások szerint több ezer hamis festmény kerülhetett ki a kezei alól.
1961-ben Ibiza szigetén telepedett le, ahol saját villát építtetett magának. Nagyvilági életet ért, partikat adott, számos hírességet látva vendégül (Marlene Dietrich, Ursula Andress stb.). Ennek ellenére az igazán komoly hasznot nem ő, hanem a közvetítők aratták le a képei eladásából.
1974-ben Orson Welles F for Fake (H mint hamisítás) címmel filmet forgatott róla, ebben Hory saját magát alakította. Azonban nem csak filmen örökítették meg már életében, Clifford Irving Hamisítás! Korunk legnagyobb művészeti hamisítója, Elmyr de Hory címmel 1969-ben könyvet adott ki róla.
A festmények mellett valószínűleg iratok hamisításával is foglalkozott. Már vizsgálat folyt ellene, amikor önkezével véget vetett életének 71 éves korában.
Mind a mai napig számos múzeumi és magángyűjteményben őrizhetnek olyan jó nevű művész munkájának vélt alkotást, amelyet valójában Hory Elemér készített.